# Il tredicesimo apostolo
Il tredicesimo apostolo è una serie televisiva italiana trasmessa tra il 2012 e il 2014.

## Trama

### Prima stagione -Il prescelto
Padre Gabriel Antinori è un gesuita che fa parte della "Congregazione della Verità", un ordine segreto di cui suo zio Monsignor Demetrio Antinori è a capo. Quest'ordine si occupa di studiare i fenomeni paranormali attraverso la religione. Un giorno fa la conoscenza di Claudia Munari, una psicologa, chiamata dai servizi sociali per occuparsi del caso di due gemelli, che di notte levitano nell'aria. Ad occuparsi del caso è stato chiamato anche Gabriel, dalla madre dei due gemelli, una fedele. Da lì, il gesuita e la psicologa collaboreranno su tutti i casi a venire, sempre più inspiegabili e che vanno al di là del paranormale. Il legame che subito si crea fra di loro è molto forte, e li spinge a scambiarsi un intenso bacio. Gabriel scoprirà di possedere un dono che va oltre ogni immaginazione. Ma Monsignor Antinori si rivelerà un uomo vile, al servizio di Serventi, un uomo di potere, che vuole convincere Gabriel a unirsi alla sua organizzazione, a cui appartengono persone con poteri, e che lui vuole condurre sulla strada del male.
Alla disperata ricerca della verità sul suo passato e sulla natura del suo potere, Gabriel sarà messo davanti ad una scelta, soprattutto quando scoprirà che la sua stessa madre, che lui credeva morta, fa parte dell'organizzazione di Serventi, e che il suo padre biologico è colui che diceva di essere suo zio, Demetrio Antinori. Ad aiutarlo nella sua scelta ci sarà proprio Claudia, innamorata di lui. Gabriel dovrà scegliere bene i suoi alleati, e non confonderli con i nemici. Tra le persone che andranno dalla sua parte ci sono padre Isaia Morganti, che lui credeva essere malvagio, padre Alonso, Giulia, una sua studentessa, Pietro, un altro studente che era passato dall'altra parte ma che si ricrederà ben presto, e il Dottor Eugenio Muster. Molti di loro pagheranno con la vita l'essersi messi contro Serventi, perché l'organizzazione non perdona. Alla fine Gabriel scoprirà la verità sull'organizzazione di Serventi scoprendo che il capo dell'organizzazione non era altri che sua madre.

### Seconda stagione -La rivelazione
Dopo circa un anno, padre Gabriel Antinori e la dott.ssa Claudia Munari si ritrovano ad affrontare una catena di omicidi che coinvolge le persone dotate di capacità sovrannaturali salvate nella prima serie. Un prete disposto a tutto si muove come un vero e proprio sicario per ottenere quello che vuole. Se all'inizio per tutti il mandante di tale delirio di morte è Serventi, ben presto Gabriel si rende conto che il vero nemico della chiesa è l'ordine dei Templari guidato dall'ambizioso Padre Vargas. Tra casi di possessioni demoniache ed apparenti apparizioni mariane, Gabriel e Claudia non resistono all'amore che da sempre li lega e cedono alla passione anche se Serventi è pronto a tutto pur di dividerli. Nel frattempo si aggiungono al gruppo di ricerca sui fenomeni paranormali Stefano Fabbri e Rebecca Rossini che insieme ad Isaia e ad Alonso aiutano Gabriel a comprendere la natura dei suoi poteri, che scopre essere drammaticamente pericolosi e privi di controllo.

## Episodi
La prima stagione è stata trasmessa in prima visione su Canale 5 dal 4 gennaio 2012; la serie è stata rinnovata per una seconda stagione, ed è andata in onda a partire dal 20 gennaio 2014.
| Stagione         | Episodi | Prima TV |
| ---------------- | ------- | -------- |
| Prima stagione   | 12      | 2012     |
| Seconda stagione | 12      | 2014     |

## Personaggi e interpreti

### Personaggi principali
- Gabriel Antinori (stagioni 1-2), interpretato da Claudio Gioè.
Insegna storia delle religioni all'università ed è gesuita. Gabriel fa parte della "Congregazione della Verità", un'organizzazione segreta che si occupa di casi paranormali, di cui è capo suo zio Monsignor Demetrio Antinori. All'arrivo della psicologa e collaboratrice Claudia Munari, si metterà sulle tracce di una setta molto pericolosa. Anche Gabriel infatti possiede dei poteri. Essi hanno a che fare con un passato di cui lui non ricorda nulla, ricostruito solo sulla carta, che si rivelerà pieno di menzogne. Claudia cercherà di aiutarlo a scoprire la verità per poter scegliere il proprio destino. Nella seconda stagione, Gabriel continuerà ad indagare con l'aiuto di Isaia e Claudia sul Candelaio e su Serventi. Nel tentativo di proteggere Agata, verrà pugnalato a morte da un killer di Serventi, ma grazie ad un bacio datogli da Claudia, Gabriel si risveglierà miracolosamente. Deciso ad abbandonare la Chiesa, vive a pieno la storia d'amore con Claudia. Riesce a sconfiggere Serventi, ma successivamente aiutato da Alonso e Stefano, Gabriel, scopre che i suoi veri nemici sono i Cavalieri Templari, guidati da Padre Vargas e Isaia, che lui credeva suo migliore amico. Aspetta un figlio da Claudia senza esserne a conoscenza, ma poco dopo viene nominato capo dei vescovi che compongono il Direttorio e deve scegliere se lasciare la donna che ama per salvare la Chiesa.
- Claudia Munari (stagioni 1-2), interpretata da Claudia Pandolfi.
Psicologa e scrittrice atea, collabora con Gabriel per ricercare una verità scientifica nei vari casi definiti paranormali. Con il passare del tempo si avvicinerà sentimentalmente a Gabriel rendendosi poi conto di esserne innamorata. Il suo rapporto con Gabriel porterà alla coppia molti problemi, e col tempo scoprirà alcuni segreti riguardo ad una setta molto pericolosa e scoprirà anche di essere, insieme a Gabriel, l'obiettivo dell'associazione. Nella seconda stagione, Claudia scopre che la sua passione per Gabriel non si è spenta del tutto, ormai credendo di essere libera non sa che qualcun altro è sulle sue tracce. Nella seconda stagione indagherà su alcuni casi paranormali insieme ad Isaia e Gabriel. Dopo che Gabriel per proteggere Agata verrà colpito con un pugnale da un killer di Serventi, lei lo bacerà, e miracolosamente Gabriel si riprenderà. Alla fine della seconda stagione, Claudia apprende di aspettare un figlio da Gabriel, che nel frattempo ha deciso di lasciare la Chiesa.
- Demetrio Antinori (stagione 1), interpretato da Luigi Diberti.
È a capo di un'organizzazione segreta che si occupa del paranormale, la "Congregazione della Verità". Zio di Gabriel, se ne prende cura da quando suo fratello e la moglie morirono in un incidente stradale (secondo la sua versione dei fatti rivelatasi poi non veritiera). Demetrio è un Monsignore, apparentemente un uomo di fede molto buono, ma dietro a questa maschera nasconde in realtà molti segreti sulla vita di Gabriel che verranno poi in parte svelati. Farà di tutto per inserire suo nipote nel direttorio della congregazione insabbiando la relazione di Gabriel con Claudia. Si scoprirà essere il padre biologico di Gabriel.
- Isaia Morganti (stagioni 1-2), interpretato da Stefano Pesce.
Dal comportamento duro e ligio alle regole, padre Isaia aspira al posto di Gabriel all'interno del Direttorio della congregazione. Proverà più di una volta a screditare Gabriel senza però riuscire nella sua impresa. Il suo rapporto con Claudia Munari non è dei migliori: viene infatti giudicata troppo distante dalle sue convinzioni e troppo legata a Gabriel. Ricatterà Pietro, studente e amico di Gabriel, affinché gli procuri le prove della relazione sentimentale tra Claudia e Gabriel. Pentitosi poi del suo gesto, si rivelerà una persona onesta e affidabile. Isaia nella seconda stagione aiuterà Gabriel e Claudia ad indagare. Cercando di scoprire di più sulla minaccia di Serventi, lascia la chiesa diventando un Cavaliere Templare, insieme a Padre Vargas. Con quest'ultimo, cercherà di giustiziare Gabriel, ma l'eletto, aiutato da Serventi, uccide Vargas e dichiara guerra ai Templari. Diventato il capo dell'ordine segreto, lascia l'Italia, pronto a rivendicare la potenza dei Templari.
- Padre Alonso (stagione 1-2), interpretato da Yorgo Voyagis.
Fa parte della congregazione come archivista, è un prete brasiliano. È molto amico di Gabriel nonché uno dei suoi collaboratori più affidabili all'interno della congregazione. Nonostante sia una persona corretta, molte volte rinuncia a seguire le regole pur di aiutare il suo amico. Nella seconda stagione scoprirà che sui corpi dell'amica di Claudia, Nadia, e su quelli del guaritore Yuri e di Cristina c'è lo stesso simbolo che identificherà come la firma di Serventi. Alonso diverso tempo dopo, aiutato da Rebecca, scoprirà che il simbolo con cui vengono marchiati i morti, appartiene in realtà all'ordine segreto dei Cavalieri Templari e per questo Isaia ordinerà la sua morte. Salvato miracolosamente, Alonso aiuta Gabriel a stanare i Templari.
- Bonifacio Serventi (stagioni 1-2), interpretato da Tommaso Ragno.
Fa parte di una temibile setta segreta con regole fondate sulla base di un'edizione perduta e blasfema della commedia "Il Candelaio" di Giordano Bruno. È un uomo spregevole e machiavellico dotato di poteri oscuri. Serventi, nome preso dalla stessa commedia, odia il clero profondamente e ne brama l'annientamento. È convinto che solo Gabriel possa contrastarlo e lo vuole dalla sua parte. Userà ogni mezzo per compiere il suo oscuro piano. Nella seconda stagione sarà colui che cercherà di convincere Gabriel del tradimento che ha subito dalla Chiesa e in particolare da un ordine segreto. Si scontrerà con Clara, che vorrebbe che il figlio avesse una vita con Claudia. Per questo, la donna viene uccisa da Serventi. Bonifacio riuscirà a far conoscere a Gabriel il suo lato oscuro e alla fine della stagione, scopriamo che i veri nemici della chiesa sono i Cavalieri Templari, infatti il capo del Candelaio, aiuterà l'eletto a sconfiggere Vargas e Isaia in uno scontro finale.
- Giulia (stagioni 1-2), interpretata da Chiara Nicola.
Studentessa ed estimatrice di padre Gabriel, suo insegnante all'università. Collabora con Gabriel e Claudia nei vari casi. È innamorata di Pietro, suo compagno di studi e fidanzato. Rimarrà scioccata dopo la morte di quest'ultimo, infatti lei aspettava un bambino da Pietro. Nella seconda stagione avvertirà Claudia che Gabriel ha abbandonato il posto di insegnante all'università.
- Pietro Lima (stagione 1), interpretato da Glen Blackhall.
Studente di padre Gabriel e fidanzato di Giulia. Pietro viene ingannato da padre Isaia e costretto con il ricatto a tradire Gabriel per screditarlo di fronte alla congregazione e prenderne il posto all'interno del consiglio. Quando comprenderà di essere stato manipolato sarà però troppo tardi. Muore ucciso da Serventi lasciando Giulia in attesa di suo figlio.

### Personaggi secondari
- Clara Antinori (stagioni 1-2), interpretata da Imma Piro.
Madre di Gabriel, è a capo della setta di cui fa parte Serventi. Tutti la credevano morta, ma non lo era. Alla fine della prima stagione si mostrerà a Gabriel sotto false vesti, e lui la riconoscerà troppo tardi. Nella seconda stagione avvertirà Claudia del pericolo di vita che Gabriel corre. Serventi però non volendo più obbedirle decide di ucciderla. Clara riesce però a vedere Gabriel prima di morire.
- Stefano Fabbri (stagione 1-2), interpretato da Federico Tolardo.
È un ragazzo che viene salvato da Gabriel grazie al suo potere. In seguito, Stefano, aiuta Gabriel nei casi di cui si occupa e lo segue nella battaglia contro Serventi e i Cavalieri Templari, scoprendo anche il tradimento subito da Rebecca. Al termine della seconda serie, apprendiamo che Alonso l'ha nominato membro all'interno del Direttorio.
- Gabriel Antinori (stagione 1), interpretato da Andrea Pittorino.
È il nostro padre Gabriel da giovane.
- Teresa (stagione 1-2), interpretata da Anna Ferzetti.
È una psicologa e migliore amica di Claudia.
- Eugenio Muster (stagione 1), interpretato da Toni Bertorelli.
Prevede il futuro, è un abile medium che trova in Gabriel e Claudia dei veri amici. Sa quanto male può fare Serventi e metterà in guardia Gabriel. Morirà assassinato nel tentativo di proteggere Gabriel da un membro dell'organizzazione di Serventi.
- Sebastiano Antinori (stagione 1), interpretato da Paolo Romano.
Padre adottivo di Gabriel, la sua morte è avvolta nel più tetro mistero. Si scoprirà solo alla fine che lui non è il padre biologico di Gabriel ma lo è il fratello Monsignor Demetrio Antinori anch'egli innamorato di Clara.
- Alessandro Foschi (stagione 1), interpretato da Paolo Graziosi.
Pittore e membro della setta "Il candelaio", verrà interrogato da Serventi per sapere dove si trova l'antivangelo. Questo non rivelerà al malvagio che il libro si trova nel suo studio e che Gabriel e Muster lo stanno cercando poiché desidera che Gabriel scopra la verità.
- Rebecca Rossini (stagione 2), interpretata da Miriam Giovanelli.
È una giovane studentessa affermata che studia teologia, interessata a Gabriel e alla sua storia. Diventa subito amica di Stefano e riesce a convincere padre Antinori a tornare ad insegnare in università. Quando Gabriel e Isaia devono affrontare il demone Baal, Rebecca li segue e assiste allo scontro tra Antinori e il demonio. Dopo essere tornata a Roma, scopriamo che anche Rebecca è una spia al servizio di Serventi e del Candelaio.
- Agata Ardenzi (stagione 1; guest stagione 2), interpretata da Laura Glavan.
È una ragazza problematica, chiusa in collegio dalla zia dopo la morte dei suoi genitori. Ella è in grado di far avverare tutto ciò che disegna attraverso degli anatemi. Dopo aver causato una la lacrimazione e la conseguente morte di Marianna, l'impiccagione di Christina e aver tentato di uccidere Daria, viene salvata da Gabriel dopo aver tentato il suicidio, sentendosi in colpa. Si scoprirà poi che ha agito per vendicare la sua compagna Marcella, uccisa anni prima per sbaglio da Marianna, Daria e Christina. Viene inoltre avvicinata e quasi uccisa da Serventi, salvo poi essere salvata da Claudia e Gabriel. Sparirà dal terzo episodio della seconda stagione, non comparendo più nella serie.

## Produzione
Alla realizzazione della serie, nata da un'idea di Pietro Valsecchi e diretta da Alexis Sweet, hanno collaborato in veste di story editor gli sceneggiatori Mizio Curcio, Andrea Nobile e Leonardo D'Agostini. Giancarlo Scheri, direttore della Fiction Mediaset, dichiarò che sarebbe stata realizzata una seconda stagione della serie TV, le cui riprese sono iniziate a giugno 2012.

## Location
Entrambe le serie sono state girate a Roma.
Tra i luoghi visti nella fiction ci sono:
- Palazzo Barberini, Roma (Sede della Congregazione della verità);
- Villa Mondragone, Frascati (Sede della Congregazione della verità e Collegio);

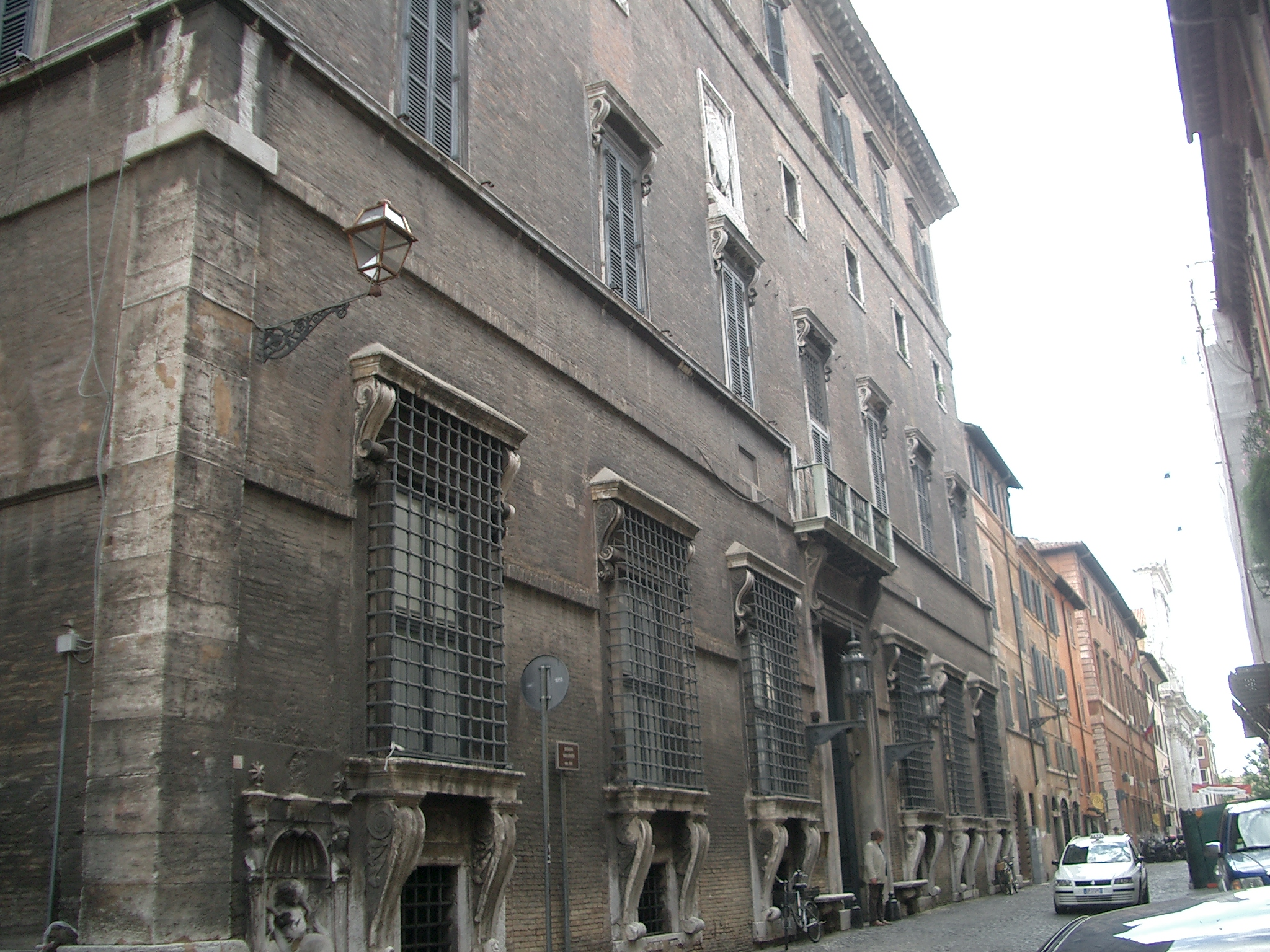
Palazzo Sacchetti (Roma)

- Palazzo Sacchetti, Roma (Sala riunioni della Congregazione e studio di Monsignor Antinori):

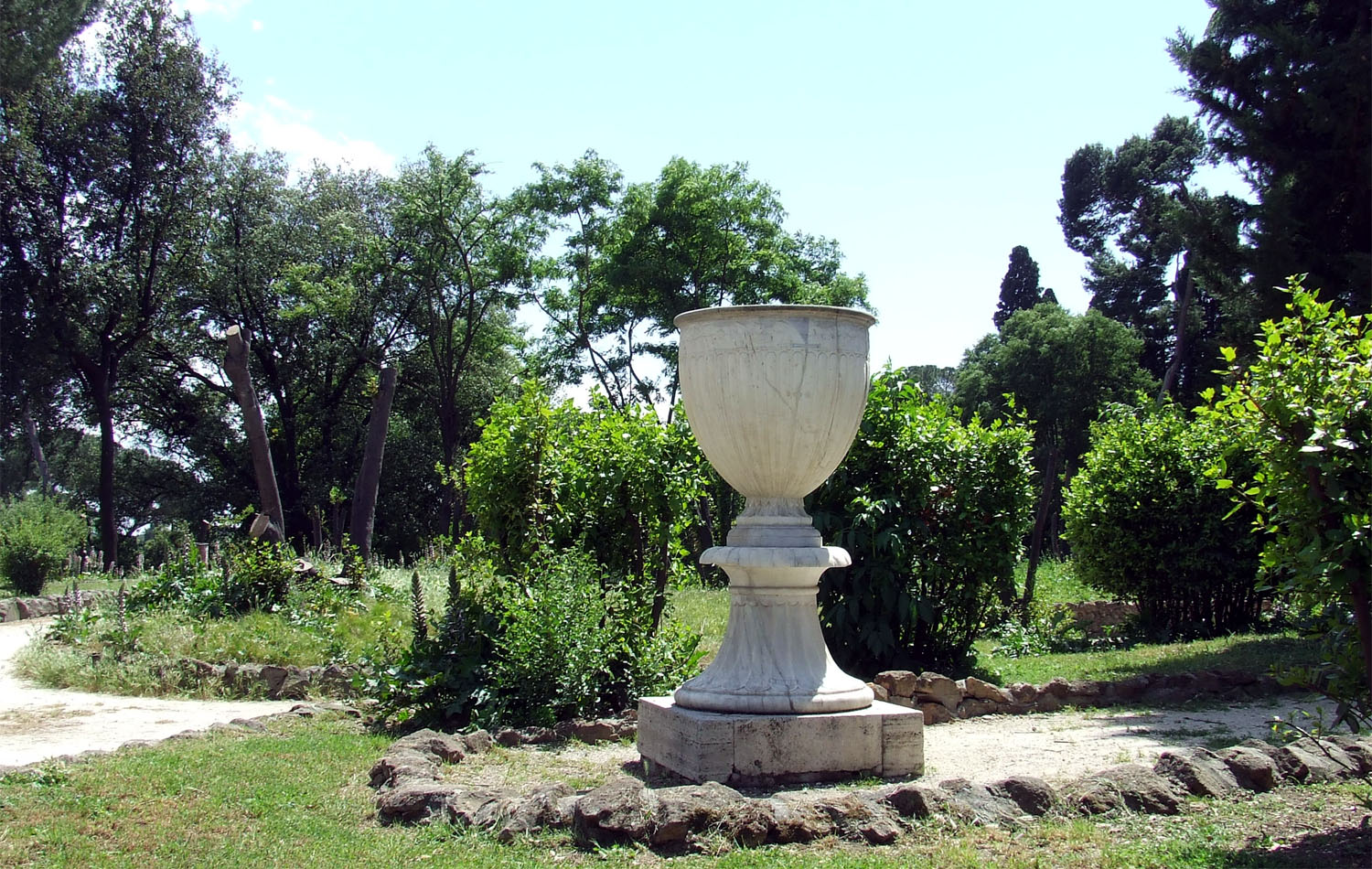
Villa Celimontana, Roma

- Villa Celimontana, Roma (Aula Studio dell'Università);
- Largo Angelicum, Roma (Università);
- Istituto Eastman, Roma (Aula magna dell'Università);
- Tenuta Vicarello, Bracciano (Casa Esposito);
- Via Asmara, Roma (Casa Muster);
- Azienda Procoio, Roma (Casale abbandonato);
- Mezzano Roma (Mattatoio degli italiani);

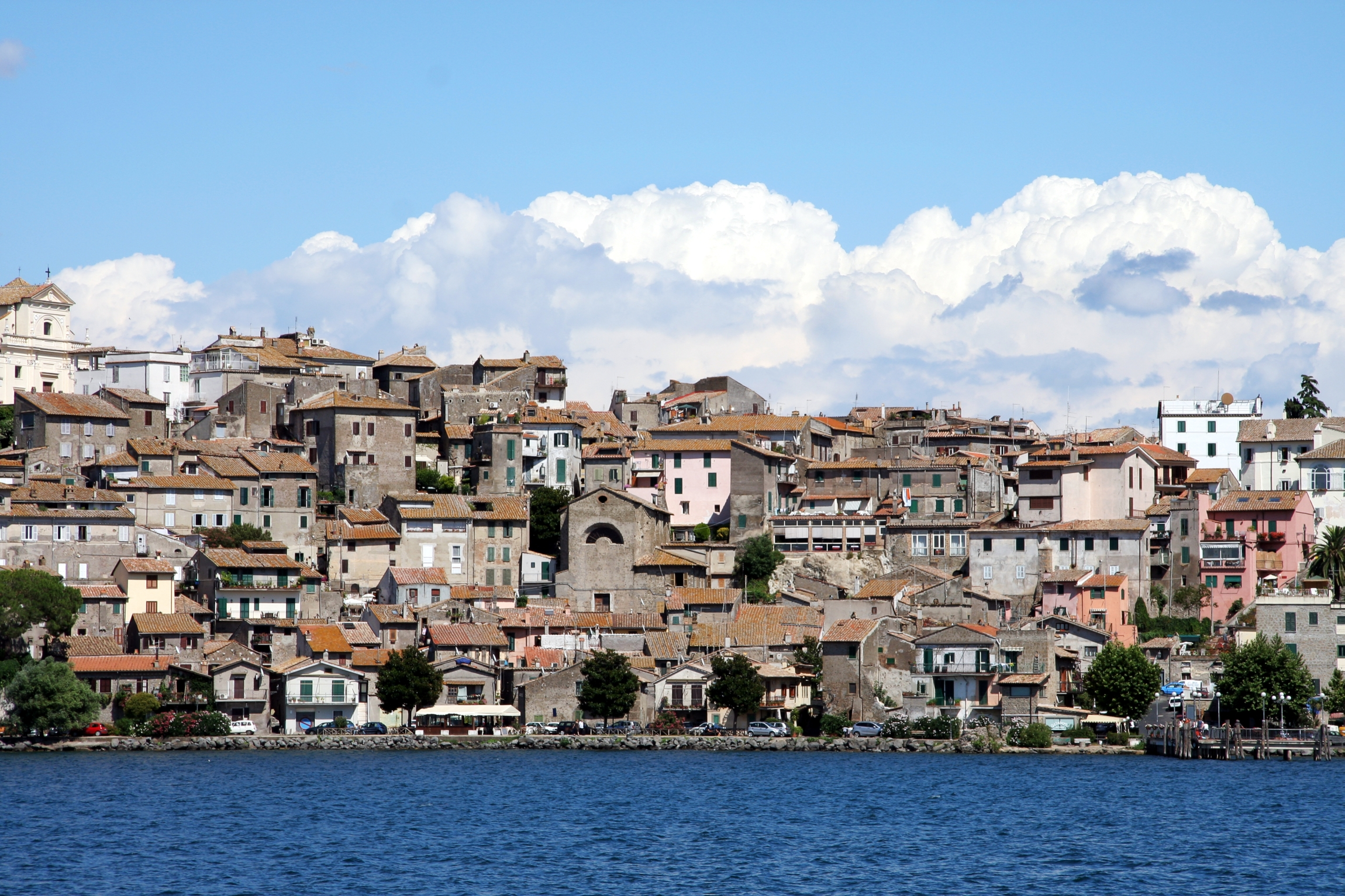
Anguillara

- Anguillara, Provincia di Roma (Paesino di Rachele);
- Via Giaveno, Anguillara (Casa del carabiniere suicida);
- Manziana, provincia di Roma (Paesino di Nadja);
- Ospedale Spallanzani, Roma (Ospedale);
- Villa Parisi, Frascati (Villa Antinori);

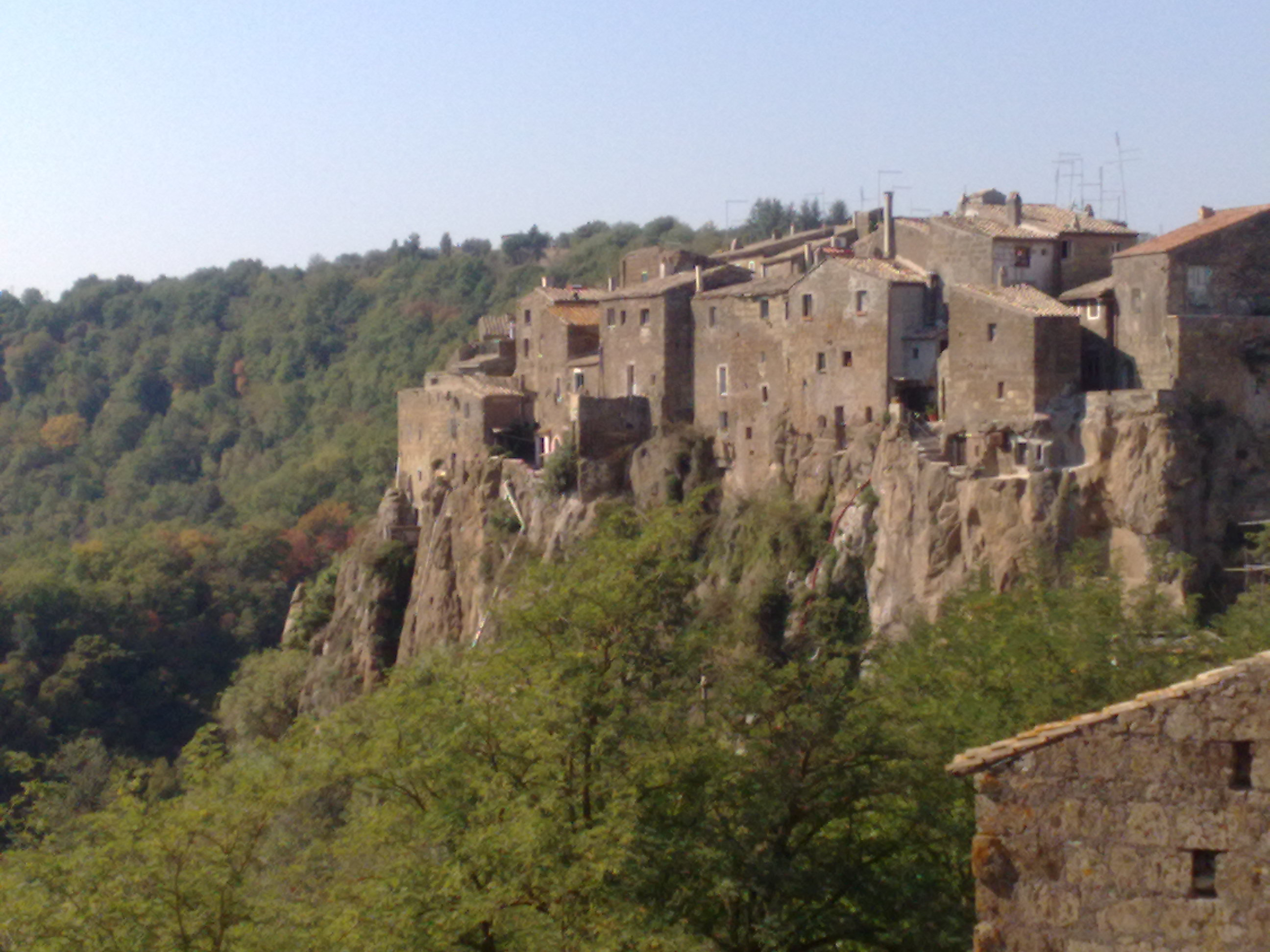
Calcata (Provincia di Viterbo)

- Calcata, Viterbo (Paese di Immanuel);
- Chiesa sconsacrata della Riserva Naturale, Canale Monterano - Provincia di Roma (Chiesa in cui si rifugia Padre Isaia);
- Via Circumlacuale, Lago di Bracciano - provincia di Roma (Casa sul lago);
- Libreria di Largo Febo, Piazza Navona - Roma (Ex tipografia Manfurio);

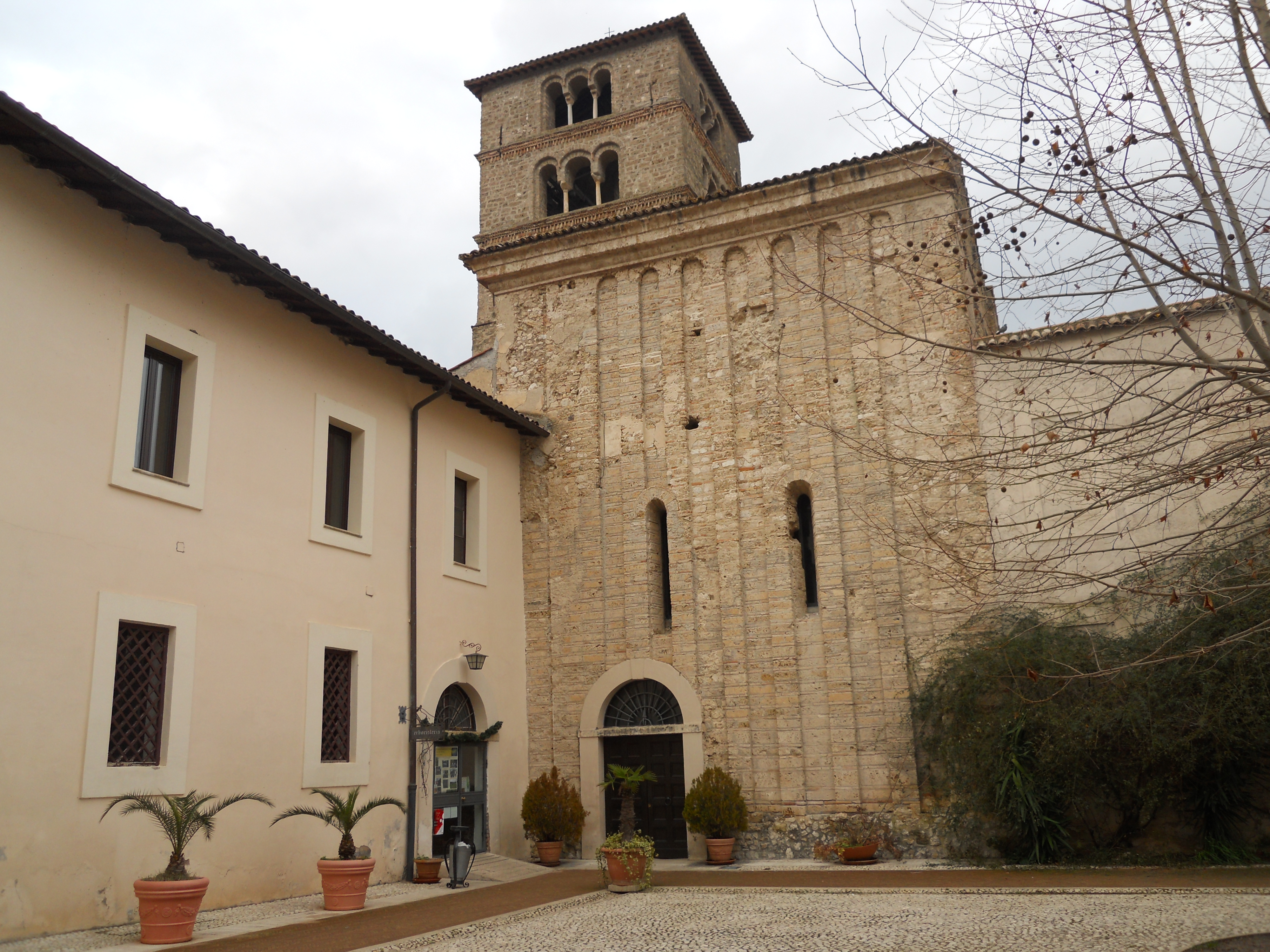
Abbazia di Farfa (Fara Sabina)

- Abbazia di Farfa, Fara Sabina - Provincia di Roma (Nuova dimora di Muster);
- Villa di Lecci, Via del casaletto - Roma (Villa del Bono);
- Biblioteca Castrense, Via Sant'Ignazio - Roma (Libreria della Fondazione Rosselli).
- Via Giovanni Pascoli, Colle Oppio - Roma (casa di Claudia, sia esterni che interni)